# 니시카와 하루키
니시카와 하루키(일본어: 西川 遥輝, 1992년 4월 16일 ~ )는 일본의 프로 야구 선수이며, 현재 퍼시픽 리그인 홋카이도 닛폰햄 파이터스의 소속 선수(내야수, 외야수)이다. 와카야마현 기노카와시 출신이다.

## 인물

### 프로 입단 전
니시키시 초등학교 1학년때부터 야구를 시작했다. 기시가와 중학교 때는 우치다 타이거스 소속으로, 2학년 때 전국대회 우승을 했다. 치벤 가쿠엔 와카야마 고등학교 입학 후 1학년이었던 2008년부터 1번타자,유격수로 발탁되어 춘계대회에서 빠른 시점에서 4개의 홈런을 쳐냈다. 또한 고시엔 하계 대회에서 출전 직전에 손을 다쳐서, 진통제를 먹고 9번,3루수로 출전했다. 첫 타석부터 세이프티 번트를 성공했다. 준결승전에서 도코하가쿠엔키쿠가와고등학교에서 2타석 연속 3루타를 쳐냈다. 고시엔 성적은 13타수 6안타. 특히 그 해 가을부터 3루를 지켰고, 다음 해인 2009년부터 우익수로 출전한다. 그러나 6월 연습시합에서 부상을 당했다. 그 부상의 영향으로 여름 에선은 만족스러운 출전을 하지 못했으나, 팀은 제 91회 선수권대회에 출전한다. 2차전의 삿포로제일고등학교전에서 적시2루타를 쳐냈으나, 그 해 성적은 12타수 4안타였다. 2010년에는 그 때까지 괴롭혀온 부상에서 회복을 했고, 춘계 제 82회 선발대회로 대회를 우승했으며, 우승 학교인 고난 고등학교에 패하여 2차전에서 탈락했다. 여름에는 92회 고시엔 대회에 출전하여 나리타 고등학교에 패하여 첫 패후 물러났다. 이로써 고교통산 13홈런을 쳐냈다.
2010년 10월 28일, 홋카이도 닛폰햄 파이터스에 2차 지명으로 입단했다.

### 프로 입단 후

#### 2011년
오른쪽 어깨를 다친 영향으로 주로 지명타자로 출전하였다. 5월 22일 프로 데뷔 후 첫 1군 등록됐으나, 한 경기도 못 뛰고 5월 24일 말소되었다.

#### 2012년
춘계 캠프부터 새로 발령받은 구리야마 히데키 감독의 기대로, 시범 경기부터 호조를 유지하고 개막 1군을 달성했다. 개막전인 3월 30일 터멜 슬레지의 대주자로 데뷔 첫 1군 출장을 했다. 2일 후인 4월 1일에는 첫 도루를 성공했다. 그 이후 2군으로 내려가서 몸을 다시 만들고 6월 16일 다시 1군 등록이 되었다. 6월 18일 요코하마 DeNA 베이스타스전에서 고스기 료타로부터 첫 안타를 때려냈다. 그리고 6월 27일에는 쓰루오카 신야의 대타로 출전해 미마 마나부를 상대로 프로 첫 홈런을 때려냈다. 그 이후로는 주로 대타나 지명타자로 기용됐다. 8월 4일 도호쿠 라쿠텐 골든이글스전에서 대타로 출장해서 2루타를 쳐내 팀의 승리에 기여했다. 다나카 겐스케가 부상으로 이탈한 8월 30일 2루수로 선발출전을 했고, 그 때부터의 부활로 팀의 다나카 겐스케의 공백을 메웠다.

#### 2013년
개막전부터 선발출전하여 스타팅 멤버로 정착을 했던 해이다. 그러나 6월 3일 요코하마 DeNA 베이스타스전에서 왼쪽 무릎 인대와 왼쪽 정강이 뼈 골절상을 당해 2개월 이상 출전을 하지 못하였다. 그 기간 동안 나카시마 다쿠야가 니시카와의 빈자리를 메워줬다. 복귀 후엔 1루수나 좌익수로 출전하는 경우도 생겼다. 규정타석은 미달했지만, 작년보다는 성적이 좋았다.(타율 2할 7푼 8리, 도루 22도루 기록)

#### 2014년
개막부터 잠깐 2루수, 주로 2번 타자를 맡았으나, 3번 타자를 좀처럼 정착시키지 않는 팀의 사정으로 인하여 교류전 경부터는 그때까지 1번 타자였던 요 다이칸을 3번에, 비어있던 1번에 니시카와를 기용하는 경우가 많아졌다. 수비 면에서 고전을 면치 못하고 나카타 쇼의 왼쪽 무릎 상태가 좋지 않아서 1루수나 좌익수로도 출전했다. 작년부터 2루수 위치로 경쟁하고 있었던 나카시마가 2루수에 정착해서, 후반에는 주로 우익수를 맡았다. 최종적으로는 자신최다인 143경기를 소화해냈고 도루수는 작년과 비교하면 2배정도 증가했으며, 구단 사상 두 번째로 도루왕 타이틀을 차지했다. 안타와 사구는 팀에서 가장 많았고, 3루타는 리그 최다인 13개를 기록, 득점은 리그에서 2위였으나, 삼진수가 리그에서 세 번째로 많았다(참고로 삼진 수는 일본인 선수 중에서 가장 많았다). 오프에는 2014년을 끝으로 은퇴한 가네코 마코토선수의 등번호 8번을 물려받았으며, 구단 행사 중 하나인 팬 페스티벌에서 가네코 선수로부터 등번호 8번을 물려받는 행사가 이뤄졌다.

## 상세 정보

### 출신 학교
- 지벤가쿠엔 와카야마 고등학교

### 선수 경력
- 홋카이도 닛폰햄 파이터스(2011년 ~ )

### 수상·타이틀 경력

#### 타이틀
- 도루왕 : 3회(2014년, 2017년, 2018년)

#### 수상
- 베스트 나인 : 2회(2016년, 2017년) ※외야수 부문
- 골든 글러브상 : 3회(2017년 ~ 2019년) ※외야수 부문
- 삿포로 돔 MVP : 1회(2017년) ※야구 부문
- 일본 시리즈 우수 선수상 : 1회(2016년)
- 올스타전 감투 선수상 : 1회(2017년 1차전)
- 올스타전 마이나비상·닛산 노트 e-POWER상 : 1회(2017년)

### 개인 기록

#### 첫 기록
- 첫 출장 : 2012년 3월 30일, 대 사이타마 세이부 라이온스 1차전(삿포로 돔), 6회말에 터멜 슬레지의 대주자로 출장
- 첫 도루 : 2012년 4월 1일, 대 사이타마 세이부 라이온스 3차전(삿포로 돔), 9회말에 2루 안착(투수 : 엔리케 곤잘레스, 포수 : 스미타니 긴지로)
- 첫 타석 : 2012년 4월 3일, 대 오릭스 버펄로스 1차전(삿포로 돔), 6회말에 요시노 마코토로부터 헛스윙 삼진
- 첫 안타 : 2012년 6월 18일, 대 요코하마 DeNA 베이스타스 4차전(요코하마 스타디움), 9회초에 고스기 요타로부터 3루 내야 안타
- 첫 홈런·첫 타점 : 2012년 6월 27일, 대 도호쿠 라쿠텐 골든이글스 8차전(도쿄 돔), 7회말에 쓰루오카 신야의 대타로서 출장, 미마 마나부로부터 우월 2점 홈런
- 첫 선발 출장 : 2012년 6월 30일, 대 사이타마 세이부 라이온스 10차전(세이부 돔), 7번·지명타자로 선발 출장

#### 기록 달성 경력
- 통산 200도루 : 2018년 6월 1일, 대 주니치 드래곤스 1차전(삿포로 돔), 2회말에 2루 안착(투수: 야나기 유야, 포수: 마쓰이 마사토) ※역대 75번째

#### 기타
- 일본 시리즈 끝내기 만루 홈런 : 2016년 10월 27일, 대 히로시마 도요 카프 5차전(삿포로 돔) ※역대 2번째
- 올스타전 출장 : 1회(2017년)

### 등번호
- 26(2011년 ~ 2014년)
- 8(2015년)
- 7(2016년 ~ )

### 연도별 타격 성적
| 연 도      | 소 속      | 경 기 | 타 석 | 타 수 | 득 점 | 안 타 | 2 루 타 | 3 루 타 | 홈 런 | 루 타 | 타 점 | 도 루 | 도 루 자 | 희 생 번 | 희 생 플 | 볼 넷 | 고 4 | 사 구 | 삼 진 | 병 살 타 | 타 율 | 출 루 율 | 장 타 율 | O P S |
| ---------- | ---------- | ----- | ----- | ----- | ----- | ----- | ------- | ------- | ----- | ----- | ----- | ----- | -------- | -------- | -------- | ----- | ---- | ----- | ----- | -------- | ----- | -------- | -------- | ----- |
| 2012년     | 닛폰햄     | 71    | 155   | 134   | 22    | 32    | 6       | 1       | 2     | 46    | 13    | 7     | 0        | 7        | 0        | 14    | 0    | 0     | 34    | 0        | .239  | .311     | .343     | .654  |
| 2013년     | 닛폰햄     | 85    | 332   | 281   | 35    | 78    | 18      | 1       | 2     | 104   | 26    | 22    | 2        | 14       | 1        | 31    | 0    | 5     | 69    | 5        | .278  | .358     | .370     | .729  |
| 2014년     | 닛폰햄     | 143   | 637   | 555   | 90    | 147   | 19      | 13      | 8     | 216   | 57    | 43    | 11       | 16       | 0        | 63    | 1    | 3     | 139   | 1        | .265  | .343     | .389     | .732  |
| 2015년     | 닛폰햄     | 125   | 521   | 442   | 68    | 122   | 18      | 9       | 5     | 173   | 35    | 30    | 7        | 15       | 0        | 60    | 2    | 4     | 98    | 1        | .276  | .368     | .391     | .759  |
| 2016년     | 닛폰햄     | 138   | 593   | 493   | 76    | 155   | 18      | 4       | 5     | 196   | 43    | 41    | 5        | 22       | 2        | 73    | 0    | 3     | 113   | 0        | .314  | .405     | .398     | .802  |
| 2017년     | 닛폰햄     | 138   | 623   | 541   | 82    | 160   | 26      | 6       | 9     | 225   | 44    | 39    | 5        | 6        | 3        | 69    | 0    | 4     | 103   | 6        | .296  | .378     | .416     | .794  |
| 2018년     | 닛폰햄     | 140   | 636   | 528   | 90    | 147   | 25      | 6       | 10    | 214   | 48    | 44    | 3        | 7        | 2        | 96    | 1    | 3     | 103   | 1        | .278  | .391     | .405     | .796  |
| 통산 : 7년 | 통산 : 7년 | 840   | 3497  | 2974  | 463   | 841   | 130     | 40      | 41    | 1174  | 266   | 226   | 33       | 87       | 8        | 406   | 4    | 22    | 659   | 14       | .283  | .372     | .395     | .767  |

- 2018년 시즌 종료 기준.
- 굵은 글씨는 시즌 최고 성적.

### 연도별 수비 성적
| 연도 | 1루   | 1루   | 1루   | 1루   | 1루   | 1루      | 2루   | 2루   | 2루   | 2루   | 2루   | 2루      | 3루   | 3루   | 3루   | 3루   | 3루   | 3루      | 유격  | 유격  | 유격  | 유격  | 유격  | 유격     | 외야  | 외야  | 외야  | 외야  | 외야  | 외야     |
| 연도 | 경 기 | 척 살 | 보 살 | 실 책 | 병 살 | 수 비 율 | 경 기 | 척 살 | 보 살 | 실 책 | 병 살 | 수 비 율 | 경 기 | 척 살 | 보 살 | 실 책 | 병 살 | 수 비 율 | 경 기 | 척 살 | 보 살 | 실 책 | 병 살 | 수 비 율 | 경 기 | 척 살 | 보 살 | 실 책 | 병 살 | 수 비 율 |
| ---- | ----- | ----- | ----- | ----- | ----- | -------- | ----- | ----- | ----- | ----- | ----- | -------- | ----- | ----- | ----- | ----- | ----- | -------- | ----- | ----- | ----- | ----- | ----- | -------- | ----- | ----- | ----- | ----- | ----- | -------- |
| 2012 | -     | -     | -     | -     | -     | -        | 29    | 44    | 57    | 5     | 10    | .953     | 5     | 1     | 4     | 1     | 0     | .833     | 2     | 2     | 1     | 0     | 0     | 1.000    | -     | -     | -     | -     | -     | -        |
| 2013 | 24    | 193   | 7     | 1     | 7     | .995     | 56    | 116   | 166   | 10    | 28    | .966     | -     | -     | -     | -     | -     | -        | -     | -     | -     | -     | -     | -        | 5     | 8     | 0     | 0     | 0     | 1.000    |
| 2014 | 51    | 245   | 15    | 1     | 19    | .996     | 60    | 130   | 160   | 9     | 23    | .970     | -     | -     | -     | -     | -     | -        | -     | -     | -     | -     | -     | -        | 68    | 92    | 3     | 2     | 2     | .979     |
| 2015 | 13    | 55    | 2     | 0     | 1     | 1.000    | 6     | 11    | 17    | 2     | 3     | .933     | -     | -     | -     | -     | -     | -        | -     | -     | -     | -     | -     | -        | 116   | 199   | 2     | 6     | 1     | .971     |
| 2016 | 7     | 45    | 3     | 0     | 1     | 1.000    | -     | -     | -     | -     | -     | -        | -     | -     | -     | -     | -     | -        | -     | -     | -     | -     | -     | -        | 128   | 245   | 9     | 3     | 2     | .988     |
| 2017 | -     | -     | -     | -     | -     | -        | -     | -     | -     | -     | -     | -        | -     | -     | -     | -     | -     | -        | -     | -     | -     | -     | -     | -        | 138   | 281   | 2     | 2     | 0     | .993     |
| 통산 | 95    | 538   | 27    | 2     | 28    | .996     | 151   | 301   | 400   | 26    | 64    | .964     | 5     | 1     | 4     | 1     | 0     | .833     | 2     | 2     | 1     | 0     | 0     | 1.000    | 455   | 825   | 16    | 13    | 5     | .984     |

- 2017년 시즌 종료 기준.
- 굵은 글씨는 시즌 최고 성적.